# Ventana de guillotina

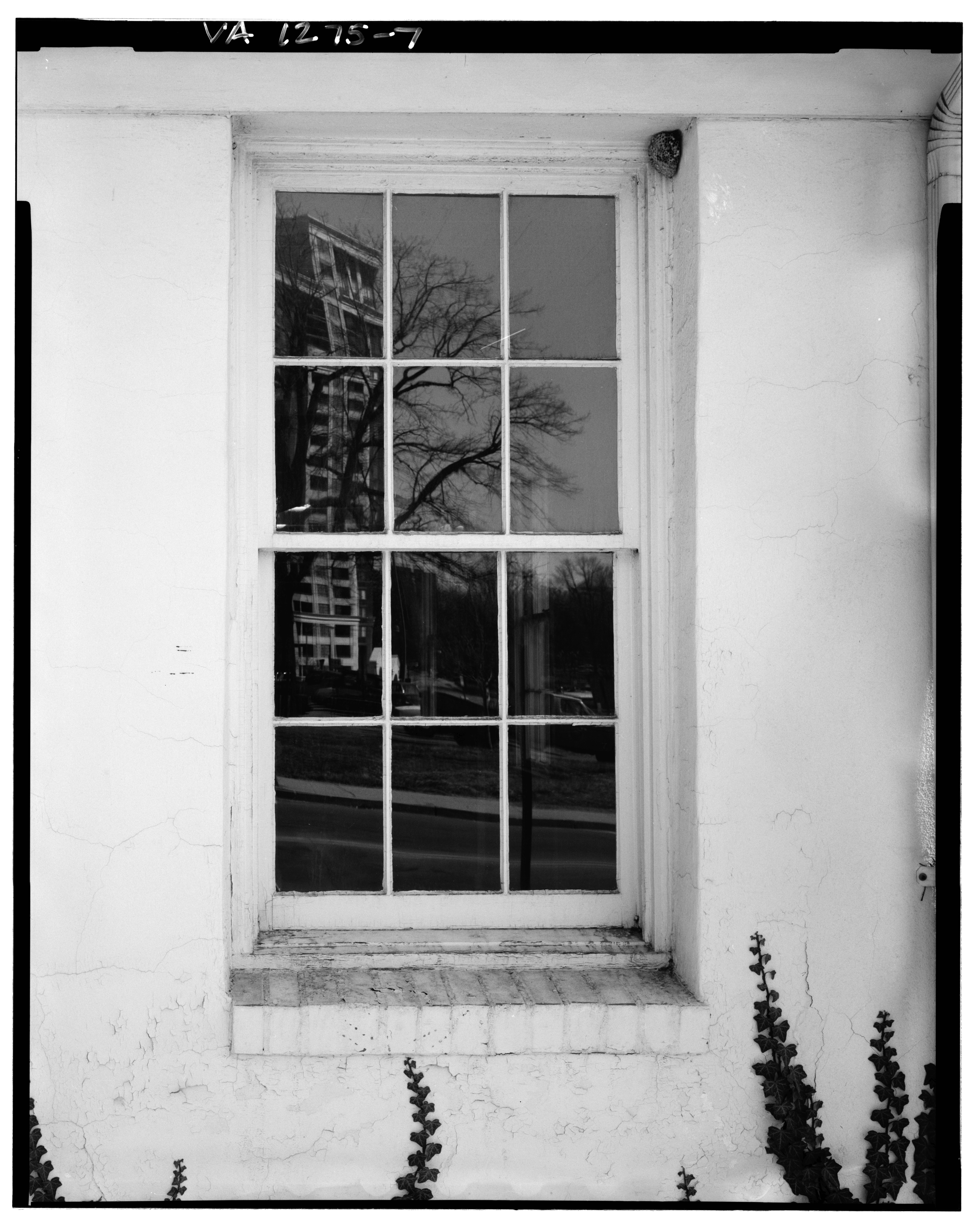
Ventana de guillotina

Una ventana de guillotina se compone de una o más hojas movibles o guillotinas. Tradicionalmente, las hojas son de cuarterones pero actualmente también hay de vidrio único, que puede ser doble, insonorizado, térmico, etc.

## Historia
Las ventanas de guillotina más antiguas que se conservan se instalaron en varios lugares de Inglaterra durante la década de 1670, por ejemplo en Ham House. Aunque no hay pruebas concluyentes, la invención de la ventana de guillotina se atribuye en ocasiones a Robert Hooke, y otras veces se consideran originarias de Países Bajos. H.J. Louw creía que este tipo de ventanas se desarrolló en Inglaterra, pero concluyó que era imposible determinar el inventor exacto.
A menudo se encuentran ventanas de guillotina en casas georgianas o victorianas, y su estructura clásica consiste en dos hojas, cada una de tres cuarterones de ancho por dos de alto, aunque no existe una regla fija. Durante la época eduardiana y finales de la victoriana se construyeron en Inglaterra incontables casas suburbanas con ventanas estándar de alrededor de 1,2 m de ancho, pero en épocas anteriores, las ventanas se hacían a mano en cualquier medida.

## Mecanismo y aplicación

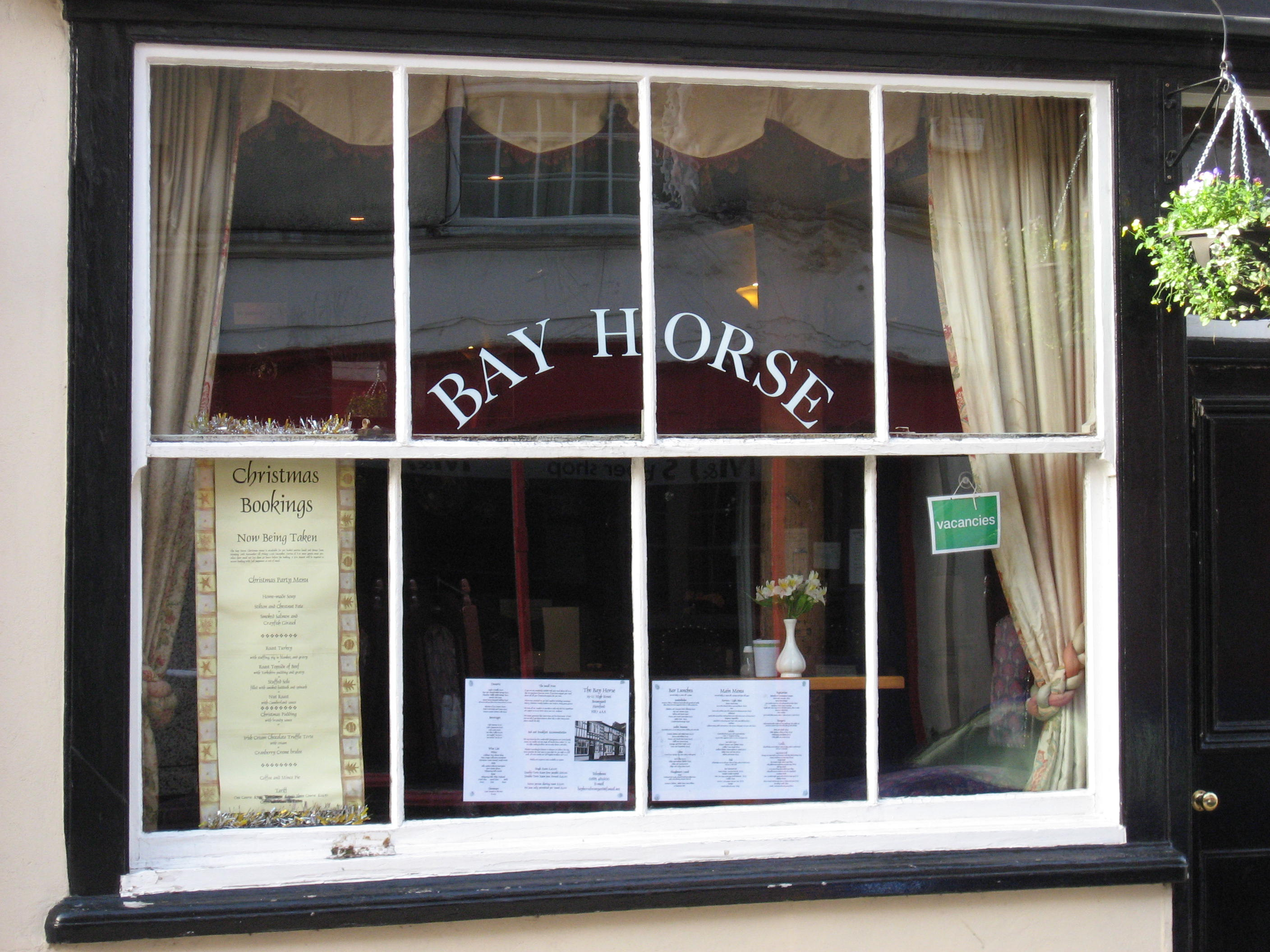
Ventana de guillotina excepcionalmente ancha (de unos 2 m de ancho) en un pub de Bromyard, en Herefordshire, Inglaterra

Para facilitar su funcionamiento, el peso de la hoja movible se suele equilibrar con un peso de guillotina o contrapeso de acero, plomo o hierro colado oculto en el marco de la ventana. El contrapeso está conectado a la ventana mediante un cordel o cadena que pasa por una polea situada en lo alto del marco, aunque en ocasiones se utilizan resortes.
La denominación ventana de doble guillotina se suele referir a un tipo más común en Estados Unidos, en las que ambas hojas pueden moverse arriba y abajo. Estas ventanas suelen encontrarse en edificios antiguos en zonas de clima cálido, ya que permiten la circulación de aire y son sencillas de limpiar. Abrir simultáneamente la parte superior y la inferior de una ventana de guillotina permite la salida del aire caliente que se acumula en lo alto de las habitaciones, lo que hace entrar aire más fresco del exterior por la parte inferior de la ventana, promoviendo así una aireación más eficiente de las casas en zonas calurosas.
Normalmente, una ventana de guillotina solo tiene dos hojas, pero existen ventanas con tres y cuatro hojas, que se usan en ventanales especialmente altos, y son muy habituales en iglesias de Nueva Inglaterra. Se elaboran sobre todo con madera de coníferas, y sus hojas suelen ser de un solo cristal, sin cuarterones.

## Problemas
Parte de los problemas habituales de estas ventanas tienen su origen en la madera de su estructura, como la podredumbre seca, hinchazón o distorsión de la carpintería, o el traqueteo de las hojas a causa de la pérdida de volumen de la madera. El mecanismo de deslizamiento hace las ventanas de guillotinas más vulnerables a estos problemas que las ventanas batientes tradicionales. Aunque las ventanas de guillotina necesitan más mantenimiento, a menudo se utilizan por motivos estéticos, por obligación legal (restauración de casas antiguas) o por aprovechamiento de recursos naturales.
En la actualidad se han popularizado las ventanas de guillotina de PVC, que aparecieron en Alemania en la década de 1960. Este tipo de ventanas tiene las ventajas de un menor mantenimiento y una mayor facilidad de instalación, pero son menos duraderas y tienen un gran impacto medioambiental.